# Нововодянська сільська рада (Кремінський район)
Нововодянська сільська рада — колишній орган місцевого самоврядування у Кремінському районі Луганської області з адміністративним центром у с. Нововодяне.

## Загальні відомості
Історична дата утворення: в 1992 році. Водоймища на території, підпорядкованій даній раді: річка Жеребець.

## Населені пункти
Сільській раді підпорядковані населені пункти:
- с. Нововодяне

## Склад ради
Рада складається з 12 депутатів та голови.

### Керівний склад ради
| ПІБ                       | Основні відомості                                                                     | Дата обрання | Дата звільнення |
| ------------------------- | ------------------------------------------------------------------------------------- | ------------ | --------------- |
| Коваленко Сергій Іванович | Сільський голова, 1974 року народження, освіта, безпартійний                          | 26.03.2006   | 31.10.2010      |
| Коваленко Сергій Іванович | Сільський голова, 1974 року народження, освіта середня загальна, член Партії регіонів | 31.10.2010   |                 |

Примітка: таблиця складена за даними джерела